# Helikoptergeld

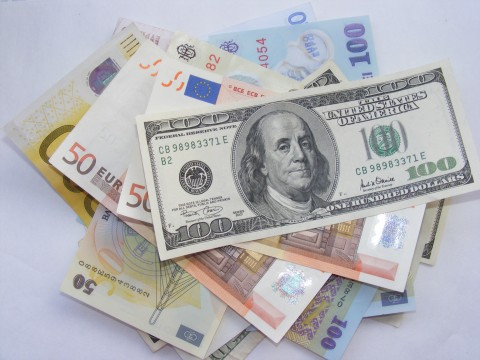
Diverse bankbiljetten

Helikoptergeld is het onconventionele instrument van het monetaire beleid van de centrale banken, dat inhoudt dat grote sommen geld worden gecreëerd om direct onder de bevolking te worden verdeeld en zo de economie te stimuleren. De aanduiding helikoptergeld wordt ook gebruikt als algemene aanduiding voor onconventionele (schok)maatregelen om de economie ten tijde van deflatie te stimuleren. De aanduiding werd voor het eerst gebruikt door de Amerikaanse econoom Milton Friedman, maar kreeg pas echt bekendheid toen Ben Bernanke er naar verwees in een toespraak in november 2002, toen hij benoemd was tot lid van de Board of Governors of the Federal Reserve System. Daardoor kreeg hij de bijnaam "Helikopter Ben".
Een overeenkomst met een basisinkomen is, dat de overheid weinig of geen tegenprestatie verlangt, maar helikoptergeld wordt beschouwd als een op zichzelf staande gebeurtenis, niet als structurele inkomenspolitiek.

## Milton Friedman
Het idee van helikoptergeld als economische stimulans is in 1969 geïntroduceerd door de Amerikaanse econoom Milton Friedman in zijn artikel “The Optimum Quantity of Money”. Hierin maakte hij de volgende vergelijking: 

Stel dat er op een dag een helikopter vliegt boven deze gemeenschap en een extra duizend dollar in bankbiljetten uitwerpt, die, vanzelfsprekend, snel worden verzameld door de leden van de gemeenschap. Laten we verder veronderstellen dat iedereen ervan overtuigd is, dat dit een unieke gebeurtenis is die nooit zal worden herhaald.
— Milton Friedman

Friedman beredeneert vervolgens dat de toegenomen hoeveelheid geld zal leiden tot prijsstijgingen (inflatie).

## Coronacrisis
Ter bestrijding van een dreigende recessie ten gevolge van de coronacrisis zet het kabinet-Trump I de geldhelikopter in. "De Amerikanen hebben nu geld nodig", aldus minister van Financiën Steven Mnuchin. Het steunbedrag van 500 miljard dollar wordt  via cheques en overschrijvingen uitgekeerd.  De maxima zijn 1200 dollar voor alleenstaanden of 2400 dollar voor tweepersoons huishoudens en 500 dollar per kind, afhankelijk van inkomen en gezinssamenstelling. Vanaf bruto-inkomens van 75.000 dollar wordt er minder uitgekeerd. Het geld komt beschikbaar in twee gelijke delen, op 6 april en 18 mei. Het is eenmalig en gratis geld, naar believen te besteden. Een geldig Social Security-nummer (SSN, een persoonsgebonden nummer) is vereist. Personen die er – eventueel al decennialang – illegaal verblijven komen niet in aanmerking, hoewel ze vaak wel belasting betalen; dit gaat via een ander nummer, het ITIN.
Veel Amerikanen verkeren in grote financiële onzekerheid door de coronacrisis en honderdduizenden zijn ontslagen, zodat met het geld de directe gevolgen van de crisis verzacht kunnen worden. Voor West-Europa, met zijn uitgebreidere sociale vangnet, ligt dit anders. Deskundigen vinden dat helikoptergeld in West-Europa beter ingezet kan worden om de economie op gang te helpen als de crisis voorbij is. Tijdens de crisis zijn de bestedingsmogelijkheden beperkt vanwege de restricties voor burgers en bedrijven, zodat het geld opgepot of voor hamsteren benut zal worden. Na de crisis zal de stimulerende werking groter zijn.